# Janssons frestelse
För andra betydelser, se Janssons frestelse (olika betydelser).
Janssons frestelse är en gratäng av svenskt ursprung, gjord på potatis, lök och ansjovis (skarpsill). Den finns beskriven 1928 och kan ha namngetts efter en populär biograffilm, "Janssons frestelse". Även den matglade operasångaren Per Janzon kan ha inspirerat till namnet. Rätten var främst tänkt för vickning men har blivit ett vanligt inslag på julbord.

## Tillagning
Potatis och lök skalas, potatisen skärs till stavar eller i tunna skivor och löken till tunna ringar. Allt varvas tillsammans med ansjovisbitar i en ugnsfast smord form och överöses med grädde i valfri fetthalt. Överst strör man skorpmjöl. Anrättningen gräddas i ugnen.
Olika varianter finns på grundreceptet. Utan ansjovis är maträtten i princip en potatisgratäng, fast med en särskild kryddning. Bland de typiska "Janssons-kryddorna" finns senap, lager, kryddpeppar, kryddnejlika och ingefära.

## Bakgrund
Enligt vissa källor har rätten tillskrivits operasångaren Per Adolf "Pelle" Janzon (1844–1889). Han gjorde sig känd för att bjuda på en sexa med öl, snaps och ansjovisgratäng, vilket skulle ha givit upphov till namnet Janzons frestelse på denna typ av gratäng. Han skulle ha inspirerats av dåtida "ansjovislådor" med snarlikt innehåll. Dock blev rättens namn inte allmänt accepterat förrän 40 år efter Janzons död.
Svenska gastronomiska akademien har i Gastronomisk kalender 1989 förklarat namnet på ett annat sätt. En östermalmsfru, Elvira Stigmark (1886–1953), skulle på en bjudning låtit kokerskan fru Sofie Pauline Brogårde ge ansjovisgratängen namnet Janssons frestelse efter en film med samma namn (från 1928). I filmen hade Stigmarks favoritskådespelare Edvin Adolphson huvudrollen. Stigmark hade varit på bio med några väninnor (de hade sett just filmen Janssons frestelse), och på den efterföljande vickningen hade det bjudits på varm smörgås med kokt potatis, ett ägg och två ansjovisfiléer lagda i kors.
I Södermanlands Hembygdsförbunds årliga tidskrift från 1945 står det även skrivet om familjen Jansson, hemmahörande i Dunkers socken, som bjöd hem till fest under missväxtåren 1867–1869. För att förhöja det magra utbudet av råvaror lagade Fru Jansson en stor gratäng med potatis, ansjovis och lök utblandat med mjölk. I folkmun kom detta att kallas Janssons Frestelse.
Det finns ett recept i Iduns kokbok på ansjovisgratin vilken påminner mycket om Janssons frestelse.
Det finns även en vegetarisk variant kallad Hanssons frestelse. 